# The Way
«The Way» (с англ. — «То, как») — лид-сингл американской певицы Арианы Гранде с её дебютного альбома Yours Truly (2013).
И для Гранде, и для Миллера песня «The Way» стала первым хитом в первой десятке в США. Она дебютировала в «Горячей сотне» американского журнала «Билборд» сразу на 10-м месте и потом добралась до 9 места.

## История создания
Песня написана Хармони Сэмуэльсом, Амбер Стритер, Элом Шерродом Ламбертом, Джордин Спаркс и Маком Миллером и спродюсирована Хармони Сэмуэльсом.
Кроме того, в песне использована фоновая повторяющаяся тема (background groove) с песни Бренды Расселл 1979 года «A Little Bit of Love».
Как пишет музыкальный сайт Songfacts, Хармони Сэмюэлс внёс вклад в 5 треков на альбоме из двенадцати, причём значительная часть привнесённых им песен обладает ар-эн-бишным (прим.: ритм-н-блюзовым) звучанием 90-х годов. Сэмюэлс рассказывал журналу Billboard:
Я переехал в Лос-Анджелес в 2010 году. К тому времени, как я появился здесь, музыка так сильно изменилась — все было танцевальной музыкой (англ. dance music). И у меня опускались руки. Что случилось со всей музыкой 90-х и ранних 00-х годов, что случилось с Мэрайей, что случилось с Ашером? Я сказал: «Ты знаешь, что я сделаю? Я просто воссоздам 90-е.»
Вот что он рассказывал тогда же «Билборду» конкретно про создание этой песни:
В то время я работал с Джордин Спаркс. И большинство песен для Арианы  [изначально] были для Джордин. К сожалению, мы с лейблом Джордин не совсем совпали во мнениях в вопросе того, в каком направлении они хотели, чтобы она пошла. Так что я просто отложил эти песни, думая, что однажды они куда-нибудь пойдут, и они лежали у меня 18 месяцев. И Ари входит в комнату, и она поет, и мне сносит голову (I’m blown away) от её голоса. И я говорю: «Не хотела бы ты спеть эту песню?» И я поставил ей (прим. перев.: или сыграл ей, played her) «The Way». Это была лучшая песня (biggest song) на альбоме из тех, что мы записали, и это была первая песня, которую я ей показал {played her}.»
(Джордин Спакс, для которой песня изначально предназначалась и которая тоже является одним из соавторов, — американская певица, в 17 лет выигрывшая 6-й сезон телешоу талантов American Idol (2007). Тогда она стала самым молодым победителем этого шоу в истории.)
Как пишет тот же Songfacts, Ариана Гранде, прославившаяся в роли Кэт Валентайн в телесериале «Виктория-победительница» и его спиноффе «Сэм и Кэт» (оба сериала производства телеканала Nickelodeon), была рада отделаться от образа хорошей девочки, которую она там играла, и сменить внешность. Она рассказывала журналу Marie Claire:
Я сказала, типа: «Ребята, между мной и моим персонажем Кэт Валентайн должна быть чёткая разница.» И мы сделали это в «The Way». Я окрасила волосы обратно в [мой натуральный] коричневый цвет. [И] я в этом видеоклипе замутила (прим. перев.: потискалась и поцеловалась, made out) с рэпером.

Я [этим] показала (made the point), что хотела показать. И я была рада сделать это после того, как столько лет притворялась кем-то другим перед большим количеством людей.
В песне читает рэп рэпер Мак Миллер. Ариана подружилась с ним после того, как тот в октябре 2012 года написал ей в «Твиттере». Как пишет сайт Songfacts, они стали писать вместе песни, а также уже в декабре того же 2012 года записали и выложили совместный кавер на рождественскую песню «Baby It’s Cold Outside». Вскоре после этого Ариана позвонила Маку и попросила принять участие в песне «The Way». Ариана записала её в студии в январе 2013 года, а позже в том же месяце Мак Миллер, наложив последние мазки в своём микстейпе, заполнил пробелы, оставленные в песне для его рэпа.
Ариана рассказывала журналу Rolling Stone, как проходила сессия звукозаписи, во время которой Мак Миллер записал свой рэп для песни. Оказывается, сессия прошла у него дома и в роли звукоинженера выступила сама Ариана:
Я записала его рэп, одновременно выпекая для него печеньки, и всё было закончено (and that was that).

Я люблю, люблю, люблю самой быть вовлечённой (being hands on) во все моменты работы в студии. [Мак Миллер] научил меня, как работать с Pro Tools очень быстро. Было очень весело.

## Критика
Сайт Digital Spy отдал песне пять из пяти звезд, сравнив вокал Арианы с вокалом Мэрайи Кэри. Сэм Лански из музыкального блога Idolator написал положительный обзор, назвав вокал Гранде милым, душевным и взрослым. На канале MTV Дженна Халли Рубинштейн похвалила песню, советуя слушателям обратить внимание на Ариану, так как она вполне может претендовать на звание популярной певицы. Ник Катуччи из журнала Rolling Stone дал песне 3,5 звезды, сказав, что Гранде скорее кокетлива, чем причудлива, но её вокал в стиле Мэрайи граничит с экстатическим.

## Музыкальный клип
Клип на песню был снят 10 и 11 февраля 2013 года. 16 марта 2013 года первый тизер песни был выпущен на YouTube. Второй тизер был выпущен на сайте Райана Сикреста два дня спустя, а затем на странице Гранде. Сам клип был выпущен 28 марта 2013 года. Режиссёром стал Джонс Кроу. В клипе Гранде позирует для фотографий, сделанных Миллером на различные камеры, танцуя вокруг комнаты, заполненной воздушными шарами, и их изображения проецируются на стену. В конце клипа Миллер и Гранде целуются. Клип был сертифицирован Vevo 2 октября 2013 года, набрав 100 миллионов просмотров. По состоянию на август 2020 года клип имеет более 400 миллионов просмотров на YouTube.

## Трек-лист
- Digital download[12]

1. «The Way» (featuring Mac Miller) — 3:46
2. «The Way» (Spanglish Version featuring Mac Miller) — 3:46

- CD single[13]

1. «The Way» (featuring Mac Miller) — 3:48
2. «The Way» — 3:10

## Чарты
| Чарт (2013—2014)                           | Высшая позиция |
| ------------------------------------------ | -------------- |
| Австралия (ARIA)                           | 37             |
| Бельгия/Фландрия (Ultratip Bubbling Under) | 58             |
| Бельгия/Фландрия (Ultratop Urban)          | 39             |
| Канада (Billboard Canadian Hot 100)        | 33             |
| Ирландия (IRMA)                            | 51             |
| Japan (Japan Hot 100)                      | 66             |
| Нидерланды (Dutch Top 40)                  | 28             |
| Нидерланды (Single Top 100)                | 22             |
| Новая Зеландия (Recorded Music NZ)         | 31             |
| South Korea International Chart (GAON)     | 24             |
| UK Singles (Official Charts Company)       | 41             |
| Великобритания (OCC UK Hip Hop/R&B)        | 8              |
| США (Billboard Hot 100)                    | 9              |
| США (Billboard Adult Pop Airplay)          | 40             |
| США (Billboard Latin Pop Airplay)          | 5              |
| США (Billboard Pop Airplay)                | 12             |
| США (Billboard Rhythmic)                   | 2              |
| US Songs Of The Summer (Billboard)         | 9              |

| Чарт (2013)                  | Позиция |
| ---------------------------- | ------- |
| US Billboard Digital Songs   | 38      |
| US Billboard Hot 100         | 31      |
| US Billboard On-Demand Songs | 42      |
| US Billboard Radio Songs     | 52      |
| US Billboard Streaming Songs | 14      |
| US Billboard Rhythmic Songs  | 8       |

## Сертификации
| Регион | Сертификация  | Продажи   |
| --- | ------------- | --------- |
| Австралия (ARIA) | Золотой       | 35 000^   |
| Канада (Music Canada) | Платиновый    | 80 000    |
| Великобритания (BPI) | Золотой       | 400 000   |
| США (RIAA) | 3× Платиновый | 2,400,000 |
| Венесуэла (APFV) | Золотой       | 5,000     |
| ^ Данные о тиражах приведены только на основе сертификации. · Данные о продажах + прослушиваниях приведены только на основе сертификации. |               |           |